# Pseudoleskeella williamsii
Pseudoleskeella williamsii là một loài Rêu trong họ Leskeaceae. Loài này được (Best) H.A. Crum, Steere & L.E. Anderson mô tả khoa học đầu tiên năm 1964.